# Porto Nacional
Porto Nacional, amtlich Município de Porto Nacional, ist die viertgrößte Stadt des brasilianischen Bundesstaates Tocantins in der Região Norte. Sie ist 52 km von der Hauptstadt Palmas entfernt. Die Bevölkerungszahl wurde zum 1. Juli 2019 auf 53.010 Einwohner geschätzt, Portuenser (portugiesisch portuenses) genannt, die auf einem Gebiet von rund 4450 km² leben. Die Bevölkerungsdichte liegt bei 11 Personen pro km².
Der Ort war früher auch als Porto Real, dann Porto Imperial bekannt, bevor er bei der Republikgründung umbenannt wurde. Bis 1988 gehörte er zum Bundesstaat Goiás.
Porto Nacional ist Sitz des gleichnamigen katholischen Bistums Porto Nacional.
Der Index der menschlichen Entwicklung für Städte, abgekürzt HDI (portugiesisch: IDH-M), lag 1991 bei dem niedrigen Wert von 0,424, im Jahr 2010 bei dem als hoch eingestuften Wert von 0,740.

## Klima

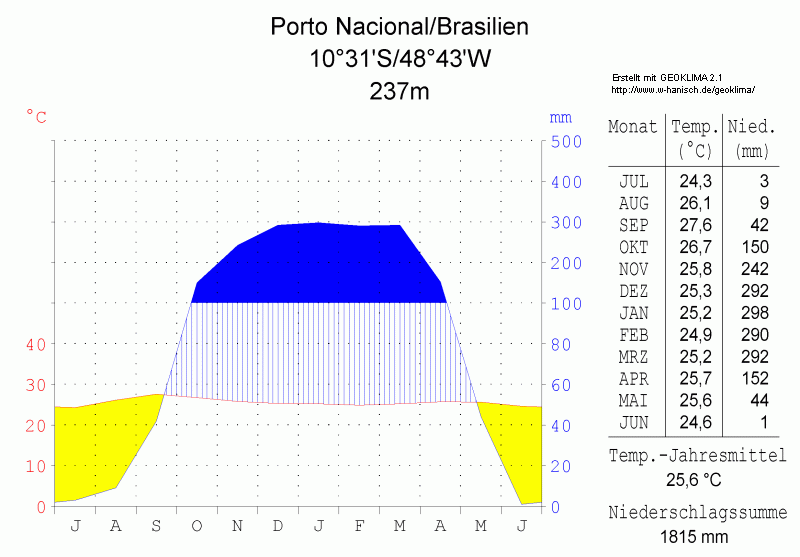
Klimadiagramm

## Hydrographie
Porto Nacional liegt im hydrographischen Becken Tocantins-Araguaia.

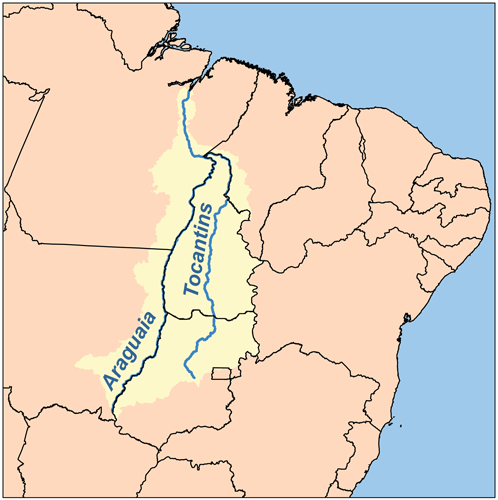
Bacia Tocantins-Araguaia